# Demarquia
La demarquia o estococràcia (en català també se'n diu insaculació; en francès: tirage au sort o suffrage par le sort, élection par le sort; en anglès: sortition, allotment o bé demarchy, terme encunyat per Peter Dienel i Burkhard Wehner i desenvolupat al segle XX pel filòsof australià John Burnheim; en alemany: Demarchie), és un sistema polític de govern en el qual l'Estat és governat per ciutadans triats aleatòriament. Es tracta d'una democràcia realitzada per sorteig, suprimint les eleccions i els partits polítics però capacitant tot el poble perquè qualsevol ciutadà estigui en condicions de ser triat.
Aquests individus o grups, que formarien tots els cossos no tècnics (és a dir, els que no exigeixen formació professional especialitzada) del govern en els Poders Executiu i Legislatiu, i que en el sistema de Burnheim es diuen "jurats polítics" (policy juries), "jurats de ciutadans" (citizens' juries) o "Conferències de consens" (Consensus Conferences), decidirien -quan exerceixen individualment (per exemple, la persona sortejada per a president de la nació, governador de província o intendent de municipi)- o bé deliberarien -quan exerceixen col·lectivament (formant legislatures, per exemple, en aquest cas operarien de la mateixa forma que ho fan els jurats alhora d'arribar a veredictes en els casos penals)- a fi de decidir per legislar emetent decrets o aprovant lleis. Sigui individual o col·lectivament, aquests representants del poble prendrien totes les decisions sobre polítiques públiques.
El Poder Judicial de l'Estat (els jutges), que és considerat una carrera especialitzada dels magistrats, sol veure's exclòs del sorteig per cobrir els càrrecs.

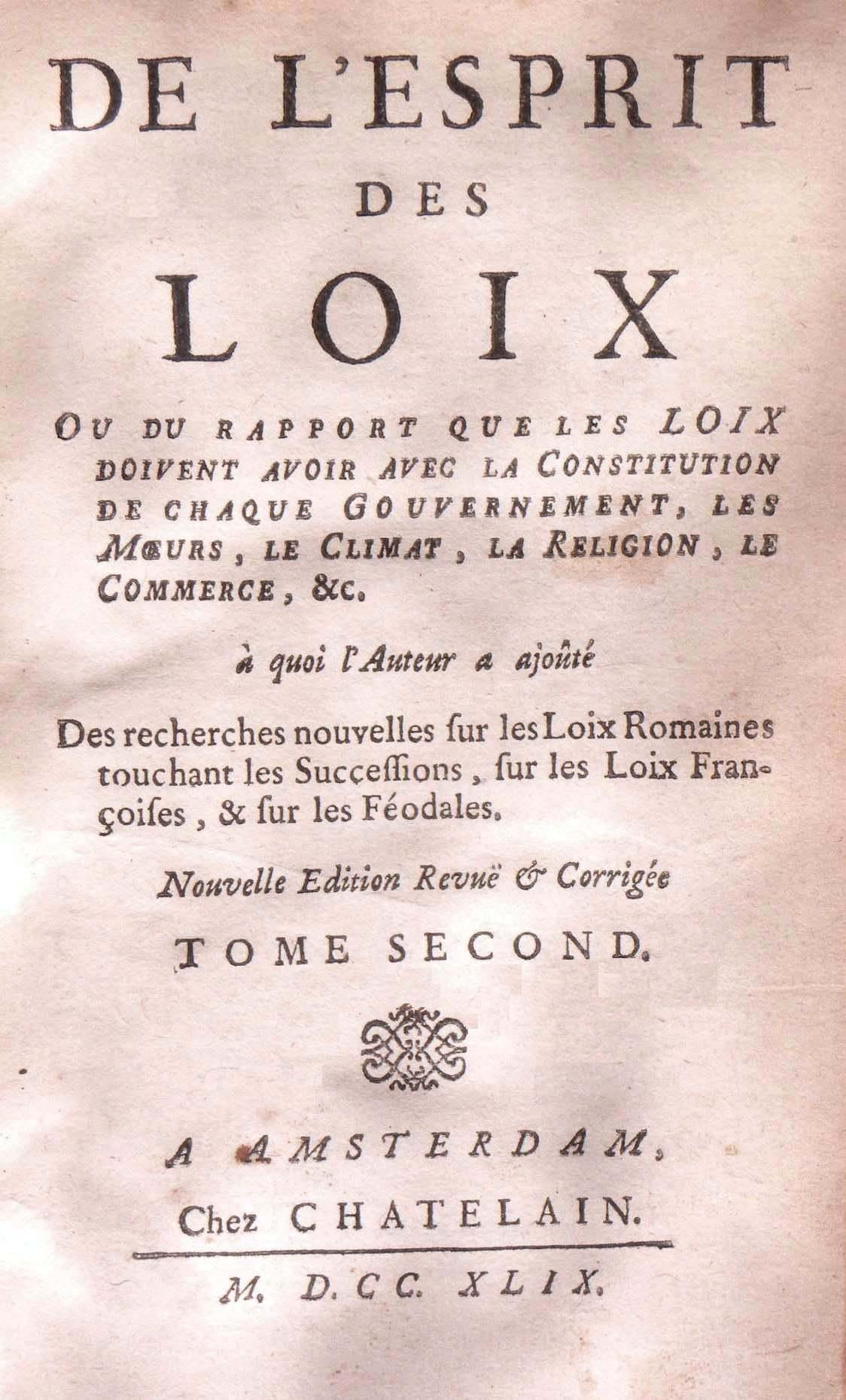
Caràtula de l'edició revisada de De l'esprit donis lois (Chatelain, Àmsterdam, 1749; raons polítiques aconsellaven publicar-la anònima i fora de França), en la qual en el seu Cap. II Montesquieu assenyala: "El sufragi per sorteig és de la naturalesa de la democràcia, mentre que el sufragi per elecció és de la naturalesa de l'aristocràcia".

La demarquia, democràcia estocàstica o estococràcia intenta superar alguns dels problemes funcionals de les democràcies representatives convencionals, que a la pràctica han estat subjectes a la manipulació per part d'interessos especials i que plantegen una divisió entre polítics professionals (incloent en aquesta categoria als qui formen part dels grups d'interès o lobbies) i un electorat bàsicament passiu, no gaire implicat i sovint desinformat. La idea ve de l'antiga Grècia i ha estat renovada davant la influència, de vegades aclaparadora sobre les eleccions, dels mitjans de comunicació, per la corrupció econòmica, i per la formació espontània d'una "classe" política i de partits polítics el pressupost dels quals aproven els mateixos polítics electes. Segons Burnheim, l'elecció aleatòria dels qui decideixen les polítiques faria més fàcil al comú dels ciutadans el participar de manera significativa i dificultaria, als qui tenen interessos especials, el corrompre el procés.

## Els problemes funcionals que procura arreglar l'estococràcia
Einstein va advertir sobre aquesta corrupció estructural, o pròpia del sistema de partits polítics:
"els membres dels cossos legislatius són seleccionats pels partits polítics, finançats en gran part o influïts d'una altra forma pels capitalistes privats els qui, per a tots els propòsits pràctics, separen a l'electorat de la legislatura. La conseqüència és que els representants del poble de fet no protegeixen suficientment els interessos dels grups no privilegiats de la població. A més, sota les condicions actuals, els capitalistes privats inevitablement controlen directament o indirecta les fonts d'informació principals (premsa, ràdio, educació). Resulta doncs molt difícil per a un ciutadà particular, i en la majoria dels casos li és en realitat impossible, aconseguir conclusions objectives i efectuar algun ús intel·ligent dels seus drets polítics" - Albert Einstein en "Per què el socialisme?"
En particular, estudiosos com el sociòleg i economista Vilfredo Pareto van assenyalar que en l'època moderna la coerció social i el poder polític s'exerceixen cada vegada més a través de la "mediació ideològica", que inclou el control de l'educació institucional i el control de les opinions per part dels mitjans de comunicació. La demarquia o estococràcia, en triar als governants per sorteig amb posterior desselecció dels legalment incapaços, asseguraria la representativitat de tots els grups, ètnies i parcialitats.
A més, l'estococràcia procura eliminar tot el sistema de partits polítics, així com les despeses de les eleccions i els compromisos dels governants amb els qui haguessin aportat molts diners per a les seves campanyes electorals. L'estococràcia es dirigeix també a eliminar els privilegis, de vegades molt generosos, que s'autoconcedeixen l'anomenada "classe política", i a limitar la influència de polítics individuals durant llargs períodes dècades, permetent una llarga durada només per als càrrecs tècnics.
Finalment, en una estococràcia ningú pot predir exactament quina serà la composició del següent govern, així que cada entitat política (regió, nació, província, municipalitat, consorci) ha d'establir les línies generals de les polítiques públiques que s'imposen als seus membres, l'assoliment dels objectius de les quals es confia a la sèrie de governs per venir. Per això, en cas que algun governant estococràtic infringeixi les normes, aquest sistema polític preveu portar a judici efectivament als funcionaris individuals - sense que un partit polític, al que aquest pertanyés, el defensi obrant com a grup de pressió sobre els jutges. Dit en altres paraules, procura evitar la impunitat política per delictes comesos durant la gestió dels governants.